# تعديل قانون معهد التذكر الوطني
قانون معهد التذكر الوطني - لجنة محاكمة الجرائم ضد الأمة (بالبولندية: Ustawy o Instytucie Pamięci Narodowej - Komisji Ścigania Zbrodni przeciwko Narodowi Polskiemu)‏ ((بالبولندية: Ustawy o Instytucie Pamięci Narodowej - Komisji Ścigania Zbrodni przeciwko Narodowi Polskiemu)‏ هو القانون البولندي لعام 1998 الذي أنشأ معهد التذكر الوطني. تم تعديل قانون الذاكرة مرتين، في عامي 2007 و2018.
تجرِّم المادة 55 من قانون عام 1998 النفي التاريخي للجرائم التي ارتكبت ضد البولنديين أو المواطنين البولنديين على أيدي الشرطة النازية أو الشيوعية؛ الجرائم ضد السلام أو الإنسانية؛ جرائم الحرب؛ والقمع السياسي - جميعها مدرجة في القسمين 1 أ و 1 ب من المادة 1. على الرغم من أن إنكار الهولوكوست لم يتم ذكره بشكل صريح.
تعامل 2007 مع التعديلات التي أجريت في بولندا.
أضاف تعديل 2018 المادة 55 أ التي تحاول الدفاع عن «الاسم الجيد» لبولندا وشعبها ضد أي اتهام بالتواطؤ في الهولوكوست. تمت إضافة المادة 2 أ أيضًا، وهي جرائم موجهة ضد «المواطنين البولنديين» من قبل «القوميين الأوكرانيين»، وتعتبر بمثابة عملية استبعاد ضد الأقليات الأخلاقية. بعد احتجاج دولي، تم تعديل المادة 55 أ إلى جريمة مدنية يمكن محاكمتها في المحاكم المدنية. استأنف الرئيس البولندي أندريه دودا المادة 2 (أ) ووجدتها المحكمة الدستورية البولندية غير دستورية، وأصدرت مرسومًا لاغيا وباطلا. في حين أن تشريع المحرقة في الدول الأخرى يفرض واجب التذكر عن طريق تجريم إنكار الهولوكوست، فإن مشروع القانون البولندي يسن واجب النسيان من خلال وضع «فقدان جماعي» على تواطؤ جزء من السكان البولنديين في الهولوكوست.

## قانون 1998
تم إنشاء معهد التذكر الوطني بموجب قانون Sejm المؤرخ 18 ديسمبر 1998.

### المادة 55
تجرم المادة 55 من القانون «الإنكار العلني للجرائم النازية والجرائم الشيوعية وغيرها من الجرائم التي تشكل جرائم ضد السلام أو جرائم ضد الإنسانية أو جرائم حرب أو ضد أشخاص يحملون الجنسية البولندية أو ضد مواطنين بولنديين من جنسيات أخرى بين 1 سبتمبر 1939 و31 يوليو 1990»؛  وبالتالي يشار إليها في بعض الأحيان بشكل صارم على أنها قانون ضد إنكار الهولوكوست.
في عام 1999، حوكم أستاذ التاريخ بجامعة أوبول، داريوس راتاجزاك، بموجب المادة 55 بسبب إنكاره للهولوكوست، وأدين، وحُكم عليه بالسجن لمدة عام.

## تعديل 2007
تعامل 2007 مع التعديلات التي أجريت في بولندا.

## تعديل 2018
يشار إلى المادة 55 أ، غالبًا باسم «قانون الهولوكوست»، «قانون الهولوكوست البولندي»، «قانون الهولوكوست في بولندا»، وكذلك «ليكس جروس»  (يستخدم أيضًا للإشارة إلى سابقة 2007 التعديل)  قوبل التشريع بانتقادات دولية قاسية لأنه يُعتبر عقبة أمام النقاش الحر حول التواطؤ البولندي في الهولوكوست. يحاول المقال الدفاع عن «الاسم الجيد» لبولندا وشعبها ضد أي اتهام بالتواطؤ في الهولوكوست.